# كوكو (كورهاغو)
كوكو (بالإنجليزية: Koko (Korhogo))‏ هي منطقة سكنية تقع في ساحل العاج .